# Josef Schmidt (Philosoph)

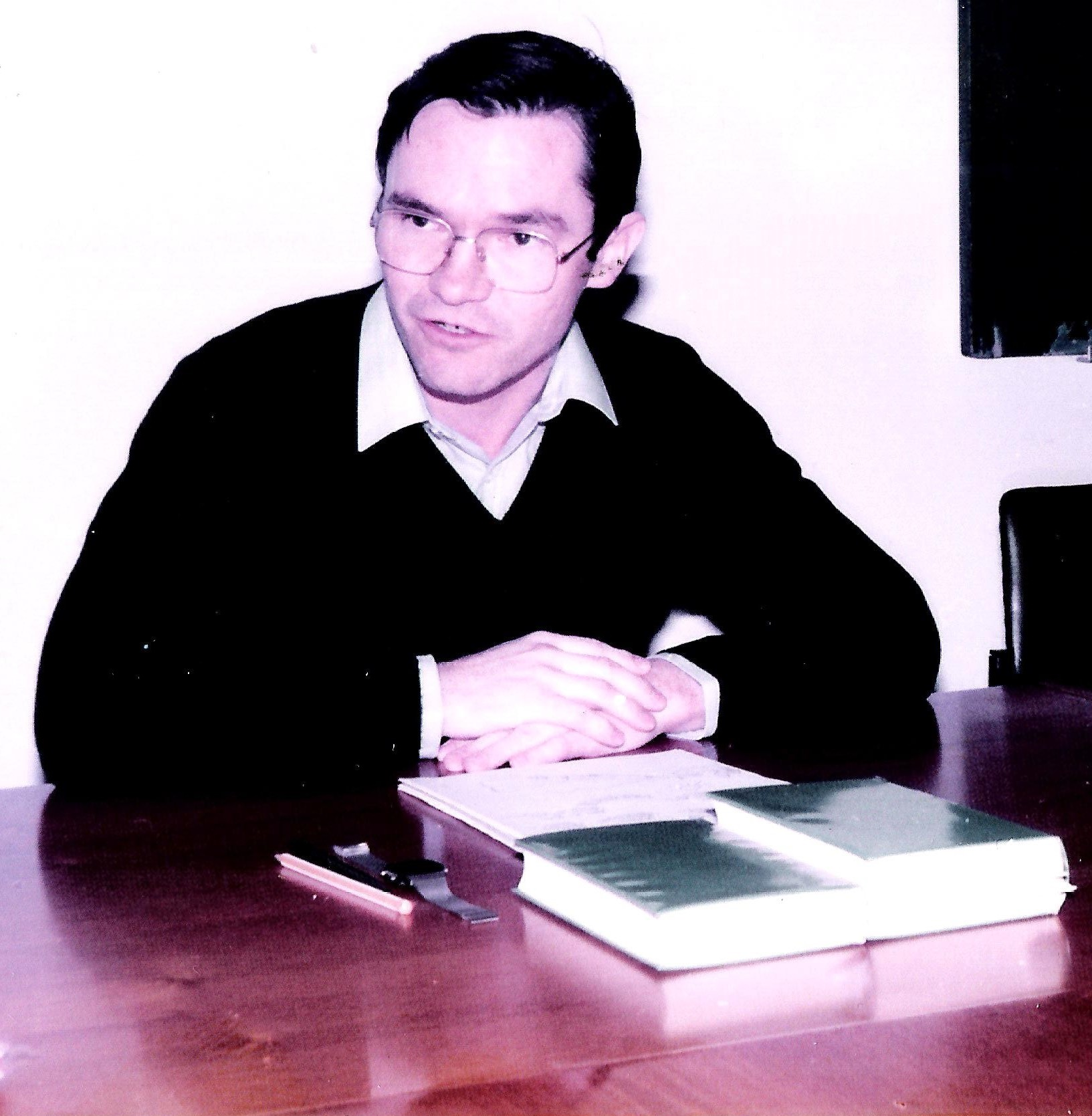
Josef Schmidt 1982 an der Hochschule für Philosophie

Josef Schmidt (* 1946 in Erlangen) ist ein deutscher Philosoph und Jesuit sowie emeritierter Professor für Philosophische Gotteslehre und Geschichte der Philosophie an der Hochschule für Philosophie in München.

## Leben
Nach dem Besuch des humanistischen Gymnasiums Fridericianum in Erlangen trat Schmid 1966 in den Jesuitenorden ein.
Von 1968 bis 1971 studierte er Philosophie am Berchmanskolleg in Pullach. Danach setzte er sein Studium an der Universität München im Hauptfach Philosophie, in den Nebenfächern Pädagogik und Evangelische Theologie (bei Wolfhart Pannenberg) fort.
1976 promovierte er bei Hermann Krings mit einer Arbeit über Hegel und Friedrich Adolf Trendelenburg. Anschließend studierte er Theologie an der Päpstlichen Universität Gregoriana in Rom, das er 1980 mit dem Lizentiat abschloss. Bereits 1978 wurde er zum Priester geweiht. Seit dem Wintersemester 1980 ist Schmidt an der Hochschule für Philosophie in München tätig. Nach seiner Habilitation mit einer Arbeit über Hegels Phänomenologie des Geistes im Jahre 1996 wurde er dort zum Professor für Philosophische Gotteslehre und Geschichte der Philosophie berufen. 2016 wurde er emeritiert.

## Publikationen (Auswahl)
- (Mit Bernhard Grom:) Auf der Suche nach dem Sinn des Lebens, Herder Freiburg, 1975 (letzte Auflage: 1988)
- Hegels Wissenschaft der Logik und ihre Kritik durch Adolf Trendelenburg, Johannes Berchmans Verlag, München 1977
- (Mit Emerich Coreth und Peter Ehlen:) Philosophie des 19. Jahrhunderts, Grundkurs Philosophie 9, Kohlhammer Stuttgart 1984 (3. Auflage 1997)
- „Geist“, „Religion“ und „absolutes Wissen“. Ein Kommentar zu den drei gleichnamigen Kapiteln aus Hegels „Phänomenologie des Geistes“, Kohlhammer Stuttgart 1997.
- Philosophische Theologie, Grundkurs Philosophie Band 5, Kohlhammer Verlag, Urban-Taschenbuch, Stuttgart 2003.